# Sindrome di Heyde

La sindrome di Heyde è caratterizzata dall'associazione di un sanguinamento gastrointestinale con la stenosi calcifica della valvola aortica.

## Eziologia
ll sanguinamento da angiodisplasia è probabilmente dovuto all'insorgenza di una malattia di von Willebrand acquisita, dovuta al consumo dello stesso fattore di von Willebrand, scatenato dal flusso turbolento secondario alla stenosi valvolare. L'apposizione di una protesi determina risoluzione del sanguinamento.

## Patogenesi
l fattore Von Willebrand è sintetizzato nelle pareti dei vasi sanguigni e circola liberamente nel sangue in una forma ripiegata. Quando incontra lesioni della parete di un vaso sanguigno si lega al collagene subendoteliale e si srotola trasformandosi nella sua forma attiva. Le piastrine sono attratte da questa forma attivata del fattore di von Willebrand, ivi si accumulano e ricoprono l'area danneggiata, prevenendo il sanguinamento (vedi fattore di von Willebrand).
Nelle persone con stenosi aortica, la valvola aortica stenotica si restringe sempre di più con conseguente aumento della velocità del sangue attraverso la valvola. Questa combinazione di un'apertura stretta e una portata maggiore provoca un aumento dello stress da taglio sul sangue circolante. Questa maggiore sollecitazione srotola il fattore von Willebrand.
In condizioni normali, quando il fattore di von Willebrand cambia conformazione, viene degradato dal suo enzima catabolico naturale ADAMTS13, rendendolo così incapace di legare il collagene subendoteliale.
Man mano che diminuisce la quantità di fattore di von Willebrand nel sangue, il tasso di sanguinamento aumenta drasticamente.
Il fattore von Willebrand è essenziale nella prevenzione del sanguinamento nel sistema vascolare del sistema gastrointestinale in cui sono comuni piccole arteriole. Ciò è particolarmente vero in presenza di angiodisplasia intestinale, in cui le malformazioni artero-venose portano a un flusso sanguigno molto elevato, e quindi la perdita del fattore di von Willebrand può portare a sanguinamenti molto più estesi da queste lesioni.
Quando le persone con stenosi aortica hanno anche sanguinamento gastrointestinale, è invariabilmente da angiodisplasia.
È stato ipotizzato che i difetti del fattore von Willebrand ad alto peso molecolare potrebbero effettivamente essere la causa delle malformazioni arterovenose nell'angiodisplasia intestinale, piuttosto che far sanguinare le lesioni angiodisplasiche esistenti. Questa ipotesi è complicata dai tassi estremamente elevati di angiodisplasia intestinale nelle persone anziane (che hanno anche il più alto tasso di stenosi aortica), e quindi richiede ulteriori conferme.